# ファンクションキー
ファンクションキー（英: Function key、Fキー）は、コンピュータや端末用のキーボードのキーの一部である。プログラマブル・ファンクションキー（PFキー、英: Programmable function key）、ディファイナブル・ファンクションキー(definable function key)とも呼ぶ。

## 概要
ファンクションキーには個別に決まったコンピューターの機能、動作を割り振ることが可能な汎用キーである。通常は初期設定があり、特定の機能があらかじめ割り当てられている。また、アプリケーション毎に固有の機能を割り当てることも多くキーそのものが直接機能と結びついているわけではない。
IBM 3270やDEC VT100のようなビデオ表示端末 (VDT) のファンクションキーは、エスケープ文字から始まる短い特定の文字列（エスケープシーケンス）を生成し、これがホストコンピュータによって解釈される。また、端末動作に意味のある特定の制御文字を生成することもある。
今日のコンピューターキーボードでは、ファンクションキーは、固定された単一のスキャンコードを生成する。そして、キーボードのデバイスドライバやOSを経由してアプリケーションに送られ、解釈される。
ファンクションキーにはキートップか、キーのそばにデフォルトの動作やその短縮名、またはより一般的な「F-番号」（ F1 - F12 など）が刻印されている。

## 例
ファンクションキーは多様なコンピューターキーボードに搭載されている。初期のパーソナルコンピュータの多くは、ファンクションキーは無いか、5個や10個が多い。12個のものが増えたのは、101キーボード以降である。
101キーボード（IBM PC/AT後期、現在のPC/AT互換機の大半）
ファンクションキーはF1 - F12が4個ずつグループ化されてキーボードの一番上に置かれている。なおオリジナルのIBM PC、PC/XT、PC/AT前期までのキーボードは、F1 - F10までの10個のファンクションキーを持っていて、キーボードの左側に2個ずつ (F1|F2、F3|F4、F5|F6、F7|F8、F9|F10)、縦に5段に並べられていた。
Mac
ファンクションキーはモデルによってさまざまで、F1 - F12、F1 - F15、F1 - F16などがキーボード上方に置かれている。過去にはファンクションキーがないモデルもあった。近年のキーボードではファンクションキーは音量調節やDashboard呼び出しなど機能キーの役割を兼ねている。
Apple Macintosh PowerBook
ファンクションキーはF1 - F12で、F1 - F7までにはあらかじめ機能が割り振られている。
NEC PC-9801/9821
当初はf・1 - f・10。後にvf・1 - vf・5が追加された。N88-BASICなどでは各キーに命令文が登録されている。
Commodore Amiga
10個のファンクションキーが5個ずつグループ化されてキーボード上方に置かれている。
IBM 3270
IBMのメインフレーム用の3270型端末では、初期モデルではキーボードの右側に12個のPFキー (Programmable function key) が3個×4グループにまとめて置かれていた。後期モデルではキーボードの上方に2段に分けて24個のPFキーが置かれていた。また、この端末には2個のPA (Program Access) キー、Attn (Attention) キー、SysRq (Syetem Request、システムリクエスト) キー、ScrLk（Scroll Lock、スクロールロック）キーなどが備えられ、それぞれ固有の端末動作が割り振られていた。なお、現在の101キーボードのキーボードレイアウトの直接の祖先はこのIBMメインフレーム用の端末のキーボードであり、PAキーやAttnキー等は無くなっているが、12個のファンクションキーや、SysRqキー、ScrLkキーなどは継承されている。
シャープ MZ-700/1500
カタログ上では、ディファイナブル・ファンクションキーと記載されている。
F1 - F5までの青いキーがキーボード左側の一番上に水平に並べられている。このファンクションキーは通常のキーとサイズが異なり、横が倍で縦は半分だった。ファンクションキーの上方にはラベルを張るためのカバーとくぼみが用意されている。
クリーンコンピュータであるため、ロードしたシステムによってその機能、割り当ては変化する。BASIC等では、利用頻度の高いコマンドなどが初期設定では定義されており、ユーザが任意に変更可能になっている。
上位シリーズでのファンクションキーは10個であり、キーの横サイズが半分程度になっている。
MSX
F1 - F5としてキーボードの最上列に並べられている。キーの大きさは機種によって様々であるが、概ね普通の文字キー2つ分くらいの大きさである。SHIFTキーと併用することでF6 - F10として作用できる。MSX-BASICでの利用を考慮し、goto cload runといった利用頻度の高いコマンドが初期登録されている。
プログラム実行の結果、画面の文字色と背景色が同じになって文字が見えなくなる場合の回避方法としてF6には color 15,4,7[return]が登録されている。これを押すことで、即座にMSX-BASICが立ち上がった時の配色に復帰できる。MSX-BASICではkeyコマンドで各ファンクションキーの内容を自由に再定義できる。MSX-DOS環境では、MS-DOSのテンプレート操作に準じた機能が割り当てられている。

## ノートパソコンのFnキー
ノートパソコンの多くには修飾キーの一種であるFnキーがある。OSからは認識されず、キーボードから省かれたキーの代用としたり（例えばFn＋左矢印でHomeキー、Fn＋右矢印でEndキーの役割など）、F1 - F12キーなどと組み合わせてハードウェア制御機能（液晶ディスプレイの明るさ調節、スリープなど）を行う。キーの組み合わせや機能はメーカー・機種によってまちまちである。

## コンピュータ以外の機器
キー実装数が限られるコピー機やFAXなどOA機器や、AV機器のリモコン等では、キーボード部の外装パネルをページ状構造とし、開閉に連動するファンクションスイッチによってキー入力切り替えを行うものがあったが、2010年代以後のOA機器は高度な表示操作に対応するタッチパネルモニタが主流となってきている。

## 参照
1. ↑  PFU キーボードコレクション